# والتر دبليو. ستوكس
والتر دبليو. ستوكس هو خبير مالي وسياسي أمريكي، ولد في 10 أغسطس 1880، وتوفي في 27 مارس 1960. نشط حزبياً في الحزب الجمهوري. وقد انتخب عضو مجلس ولاية نيويورك ‏.